# Fontaine-la-Gaillarde
Fontaine-la-Gaillarde is een gemeente in het Franse departement Yonne (regio Bourgogne-Franche-Comté) en telt 489 inwoners (1999). De plaats maakt deel uit van het arrondissement Sens.

## Geografie
De oppervlakte van Fontaine-la-Gaillarde bedraagt 10,7 km². De bevolkingsdichtheid is 45,7 inwoners per km².
De onderstaande kaart toont de ligging van Fontaine-la-Gaillarde met de belangrijkste infrastructuur en aangrenzende gemeenten.

## Demografie
Onderstaande figuur toont het verloop van het inwonertaantal (bron: INSEE-tellingen).